# 熱田警察署
熱田警察署（あつたけいさつしょ）は、愛知県警察が管轄する警察署の一つである。

## 所在地
- 愛知県名古屋市熱田区横田1丁目1-20

## 管轄区域
- 名古屋市熱田区

## 歴史
熱田警察署のルーツは、1871年（明治4年）に宮（熱田区市場町）に設置された屯所にあるという。この屯所は1877年（明治10年）に熱田分署という名称に変更され、1879年（明治12年）11月1日に熱田警察署となった。
この熱田警察署の庁舎は市場町にあり、愛知郡および知多郡をその管轄下としていた。当時の愛知県下にはほかに、名古屋警察署・豊橋警察署・岡崎警察署・一宮警察署があるのみであった。その広範な管轄区域をカバーするため、鳴海と平針に分署が設置された。
庁舎の狭隘化および老朽化により、1936年（昭和11年）4月には、南区（当時、のち熱田区域）伝馬町1丁目所在の農商銀行本店を取得し、翌月より庁舎として用いた。
熱田区横田一丁目の庁舎は1972年（昭和47年）から整備され、翌年竣工したものである。鉄筋コンクリート造5階建てで、総工費は2億500万円とされている。

### 沿革
- 1871年（明治4年） - 廃藩置県により宮屯所を設置。
- 1877年（明治10年）11月 - 熱田分署となる。
- 1879年（明治12年）11月 - 熱田警察署に改称。

## 組織
- 警務課
  - 警務係
  - 住民サービス係
  - 留置管理係
- 会計課
  - 会計係
- 生活安全課
  - 生活安全係
  - 少年係
  - 保安係
- 地域課
  - 地域総務係
  - 地域(第一係～第三係)
- 刑事課
  - 刑事総務係
  - 強行係
  - 盗犯係
  - 知能暴力薬物係
- 交通課
  - 交通総務係
  - 指導取締係
  - 事故捜査係
- 警備課
  - 警備係

## 交番
（ ）の中は所在地
- 新尾頭交番（名古屋市熱田区新尾頭1丁目12番13号）
- 旗屋交番（名古屋市熱田区高蔵町9番11号）
- 神宮前交番（名古屋市熱田区神宮3丁目6番34号。神宮前駅西口ビル建て替えのため一時閉鎖中）
- 千年交番（名古屋市熱田区千年2丁目7番24号）
- 船方交番（名古屋市熱田区二番1丁目14番7号）
- 日比野交番（名古屋市熱田区大宝1丁目4番19号）

## 警察官駐在所
なし